# 夏昌世
夏昌世（1903年7月—1996年3月），广东新会人，生于广州，著名的建筑学家、建筑教育家、园林学家，岭南现代建筑创作的开拓者、创始人。他是中国第一代建筑师中仅有的两位博士学位获得者之一，与陈伯齐、龙庆忠共同对中国建筑学术与建筑教育和发展做出了意义深远的重大贡献 。毕业于德国卡尔斯鲁厄工业大学建筑专业，并在德国图宾根大学艺术史研究院获博士学位。著有《园林述要》。

## 生平
1918年，夏昌世和兄长夏安世一起到德国求学。1929年，与德国人白蒂丽（Ottilie Bretschger）结婚。1932年，在图宾根大学通过了艺术史博士学位论文的答辩，旋即回国。
曾任职铁道部、交通部以及平汉铁路管理局。1934年加入中国建筑师协会和中国营造学社，和营造学社中唯一的欧洲会员、德国的鲍斯曼一起参加了各地的建筑与传统园林考察和古建筑测绘。
曾到大西南参与修建滇缅铁路，1940年起开始到大学任教，在国立艺专曾任教务长，在中央大学、重庆大学做过教授。
1945年夏昌世回到广州，任国立中山大学建筑工程系（现华南理工大学建筑系前身）教授兼系主任。

### 共和国后
陈伯齐、夏昌世及龙庆忠同为华南工学院建筑系创系三老。由战后到共和国成立，直至文革前，夏昌世一直执教于中山大学建筑系和华南工学院建筑系。
据华南理工学生回忆说，他是一位喜欢穿花衣服的教授，总是拄着文明棍，叼着烟斗，那是在绝大多数人只穿白色、蓝色和绿色衣服的年代。
在华南土特产展览会水产馆设计之后不久，《人民日报》就刊文批判夏昌世“香签一样细的柱子”、“出挑很远却像蝉翼一样单薄的阳台”、“资本主义的臭牡丹”。他娶了德国人为妻，因此历次政治运动中都成為批鬥對象，1967年到1968年期間在農村接受再教育，到1969年被投入监仓，關押在廣州黃華路監獄，直至1972年7月经周恩来过问而开释，1973年移居德国，1996年去世于德国弗赖堡。

## 成果

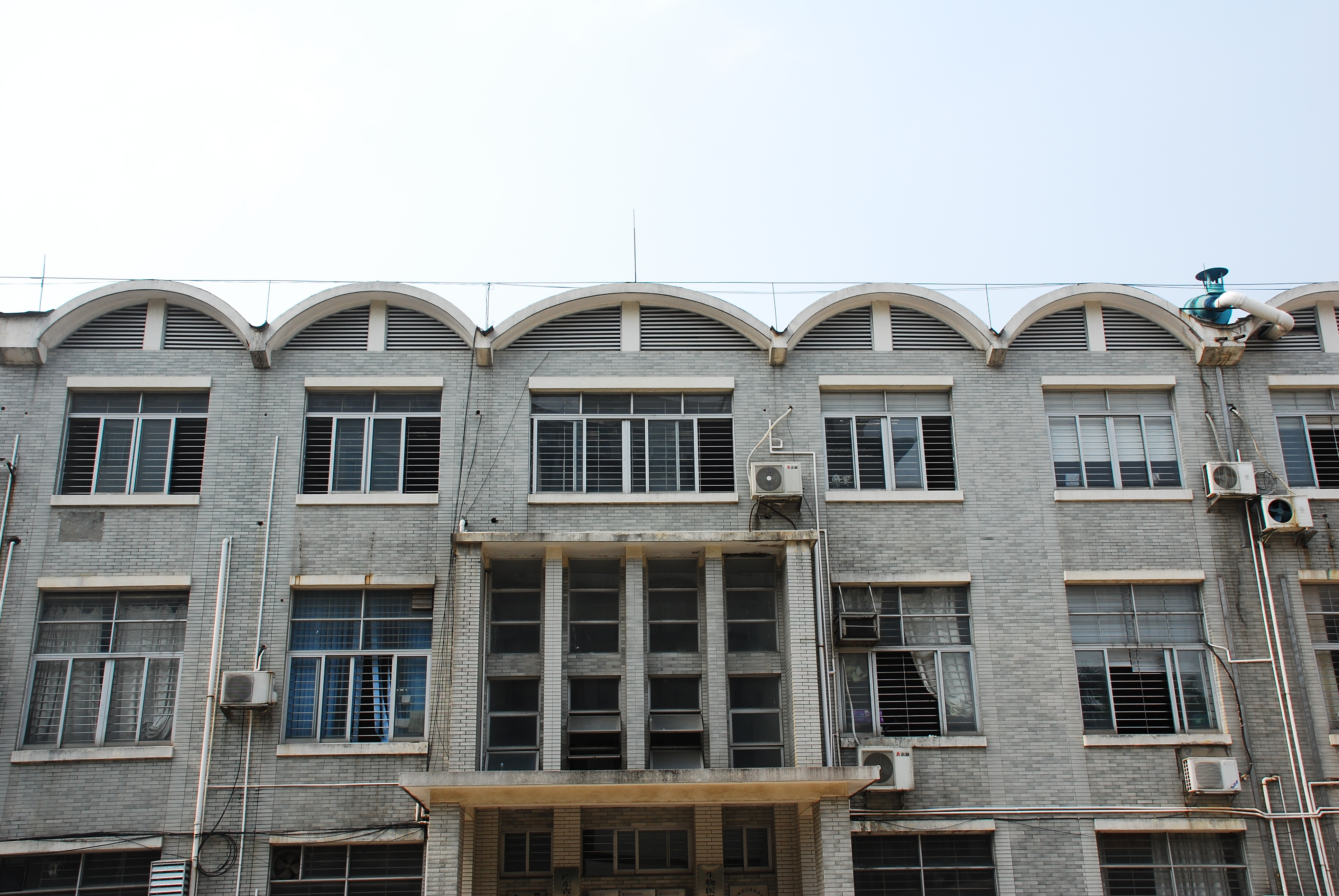
華南工學院化工系舊樓，屋頂採用了夏氏遮阳設計

### 夏氏遮阳
岭南地处亚热带，炎热多雨。那时居住在顶层的通常是炎热得如坐针毡，难耐之极，为实现屋面隔热的需要，夏昌世从中山医学院400床医院开始尝试采用曲拱屋面，通过组织隔热层通风等手段实现建筑顶层的降温。
至1957年，夏已经形成一套成熟的遮阳板形式语言，包括垂直遮阳、水平遮阳、综合遮阳等，他把遮阳设计作为建筑的主要外在表现手段，进行了多方面的探索，由于他在岭南建筑中的开创性，被学界称为“夏氏遮阳”。
实践证明，“夏氏遮阳”的效果明显。根据1956年7月一天下午14-15时间段内，在中山医学院建筑群的温度测试数据显示，相较于一般没有遮阳和隔热设施的房屋所产生室内外温差，获得室内外温差比低3-4℃。

## 评价
夏昌世与陈伯齐、龙庆忠等一起，通过建筑教学的体系化、民居研究所的创办以及建筑设计实践，极大地推动了岭南建筑教育、学术研究和现代建筑设计创作的发展，是岭南派建筑的先驱者，以及岭南派建筑的思想、方法和形式的重要源泉，是华南建筑教育史上举足轻重的关键人物。